# Telekom Tower
3°06′58″B 101°39′59″Đ / 3,11611°B 101,66639°Đ
Telekom Tower hay còn được biết đến với tên Menara Telekom là một tòa nhà chọc trời ở Kuala Lumpur, Malaysia, nơi đặt trụ sở của tập đoàn Telekom Malaysia.  Công trình cao 310 m (1.017 ft) với có 55 tầng, và được định hình như một búp măng tre. Được thiết kế bởi Hijjas Kasturi Associates và đã được xây dựng từ năm 1998 tới 2001 bởi Công ty xây dựng Daewoo. Công trình chính thức khai trương vào ngày 11 tháng 2 năm 2003 bởi thủ tướng Malaysia Mahathir Mohamad, đây là tòa nhà cao thứ hai ở Malaysia sau Tháp đôi Petronas. Tổ hợp Menara Telekom còn bao gồm một nhà hát với sức chứa 2.500 người, một phòng cầu nguyện cho người theo đạo Hồi (surau) và một khu thể thao. Điểm nổi bật của tòa nhà là hệ thống 22 vườn lộ thiên (cứ 3 tầng nhà được bố trí một vườn ngoài trời).